# 2K Games
2K Games es una empresa distribuidora de videojuegos con sede en Novato (California), filial de Take-Two Interactive empresa que a su vez es propietaria de Rockstar Games, creadora de la serie Grand Theft Auto. 

## Historia
Fue fundada el 25 de enero de 2005 después de que Take-Two adquiriera al desarrollador Visual Concepts y su filial Kush Games de Sega por 24 millones de dólares estadounidenses.
El nombre 2K Games viene de la serie de videojuegos de deportes de Visual Concepts, línea que típicamente se refiere a la serie 2K, que se publicaba originalmente en exclusiva para la consola Dreamcast. 
2K Games publica una amplia variedad de títulos desarrollados para consolas y PCs tanto de forma interna, mediante sus estudios filiales (2K Czech, Firaxis Games, Irrational Games, 2K China, 2K Marin, Visual Concepts, Cat Daddy Games y 2K Australia) como externamente. Anteriormente, la empresa englobaba a otros estudios ya cerrados o absorbidos: Frog City Software, Indie Built, Venom Games y PopTop Software. 
A fines de mayo de 2024 se rumoró que 2K había llegado a un acuerdo con FIFA para lanzar el FIFA 2K25.

## Productos
2K Games ha publicado varios videojuegos de renombre, como Civilization IV y todas sus expansiones y entregas (Warlords, Beyond the Sword y Colonization),  y el videojuego de disparos BioShock, del cual se han desarrollado dos secuelas, Bioshock 2 y Bioshock Infinite. En la siguiente lista aparecen todos los juegos desarrollados por el estudio:
| Videojuego                                 | Publicación | Plataforma                                                  |
| ------------------------------------------ | ----------- | ----------------------------------------------------------- |
| Sid Meier's Pirates!                       | 2005        | Xbox                                                        |
| Call of Cthulhu: Dark Corners of the Earth | 2005        | Xbox, Microsoft Windows                                     |
| Civilization IV                            | 2005        | Microsoft Windows, Mac OS X                                 |
| Close Combat: First to Fight               | 2005        | Microsoft Windows, Xbox, Mac OS X                           |
| MLB 2K5: World Series Edition              | 2005        | PlayStation 2, Xbox, Microsoft Windows                      |
| Dungeon Siege II                           | 2005        | Microsoft Windows                                           |
| Jade Empire                                | 2005        | Microsoft Windows                                           |
| Motocross Mania 3                          | 2005        | PlayStation 2, Xbox                                         |
| Serious Sam II                             | 2005        | Microsoft Windows, Linux, Xbox                              |
| Vietcong 2                                 | 2005        | Microsoft Windows                                           |
| 24: The Game                               | 2006        | PlayStation 2                                               |
| CivCity: Rome                              | 2006        | Microsoft Windows                                           |
| Civilization IV: Warlords                  | 2006        | Microsoft Windows, Mac OS X                                 |
| Dungeon Siege II: Broken World             | 2006        | Microsoft Windows                                           |
| Dungeon Siege: Throne of Agony             | 2006        | PlayStation Portable                                        |
| Family Guy Video Game!                     | 2006        | Xbox, PlayStation 2, PlayStation Portable                   |
| Prey                                       | 2006        | Microsoft Windows, Xbox 360, Mobile, Mac OS X               |
| Sid Meier's Railroads!                     | 2006        | Microsoft Windows                                           |
| Stronghold Legends                         | 2006        | Microsoft Windows                                           |
| The Da Vinci Code                          | 2006        | PlayStation 2, Xbox, Microsoft Windows                      |
| The Elder Scrolls IV: Oblivion             | 2006        | Xbox 360, PlayStation 3                                     |
| Sid Meier's Pirates!                       | 2007        | PlayStation Portable                                        |
| BioShock                                   | 2007        | Xbox 360, Microsoft Windows, PlayStation 3                  |
| Carnival Games                             | 2007        | Nintendo DS, Wii                                            |
| Civilization IV: Beyond the Sword          | 2007        | Microsoft Windows                                           |
| Fantastic Four: Rise of the Silver Surfer  | 2007        | Nintendo DS, Wii, Xbox 360, PlayStation 2, PlayStation 3    |
| Ghost Rider                                | 2007        | PlayStation 2, Xbox, PlayStation Portable, Game Boy Advance |
| The Darkness                               | 2007        | PlayStation 3, Xbox 360                                     |
| The Elder Scrolls IV: Shivering Isles      | 2007        | Xbox 360                                                    |
| Civilization IV: Colonization              | 2008        | Microsoft Windows                                           |
| Civilization Revolution                    | 2008        | Nintendo DS, PlayStation 3, Xbox 360                        |
| Borderlands                                | 2009        | PlayStation 3, Microsoft Windows, Xbox 360                  |
| BioShock 2                                 | 2010        | Xbox 360, Microsoft Windows, PlayStation 3                  |
| Mafia II                                   | 2010        | Xbox 360, Microsoft Windows, PlayStation 3                  |
| Civilization V                             | 2010        | Microsoft Windows, Mac OS X                                 |
| Duke Nukem Forever                         | 2011        | Microsoft Windows, PlayStation 3, Xbox 360, Mac OS X        |
| The Darkness II                            | 2012        | Microsoft Windows, PlayStation 3, Xbox 360, Mac OS X        |
| Civilization V: Dioses y Reyes             | 2012        | Microsoft Windows, Mac OS X                                 |
| Spec Ops: The Line                         | 2012        | Microsoft Windows, PlayStation 3, Xbox 360                  |
| Borderlands 2                              | 2012        | Microsoft Windows, PlayStation 3, Xbox 360                  |
| XCOM: Enemy Unknown                        | 2012        | Microsoft Windows, PlayStation 3, Xbox 360                  |
| BioShock Infinite                          | 2013        | Microsoft Windows, PlayStation 3, Xbox 360                  |
| Civilization: Beyond Earth                 | 2014        | Microsoft Windows, Mac OS X                                 |
| XCOM 2                                     | 2016        | Microsoft Windows, PlayStation 4, Xbox One                  |
| Borderlands 3                              | 2019        | Microsoft Windows, PlayStation 4, Xbox One                  |
| Borderlands 4                              | 2025        | Microsoft Windows, PlayStation 5, Xbox Series X/S           |